# Turdus infuscatus
Turdus infuscatus е вид птица от семейство Turdidae.

## Разпространение
Видът е разпространен в Гватемала, Мексико, Салвадор и Хондурас.